# Bộ sưu tập Philippi

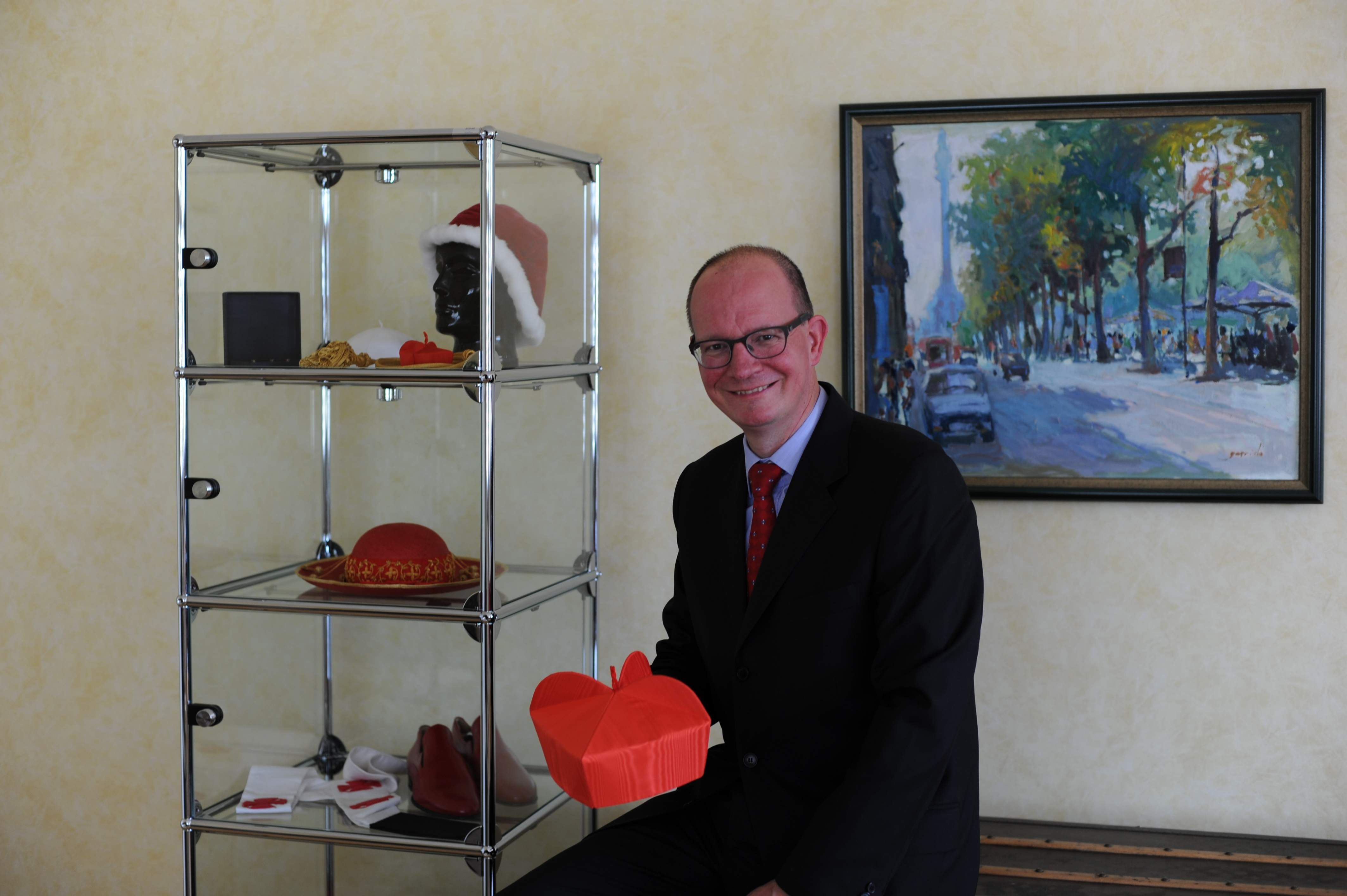
Dieter Philippi with the first piece of his collection: a cardinal's biretta made from red watered silk

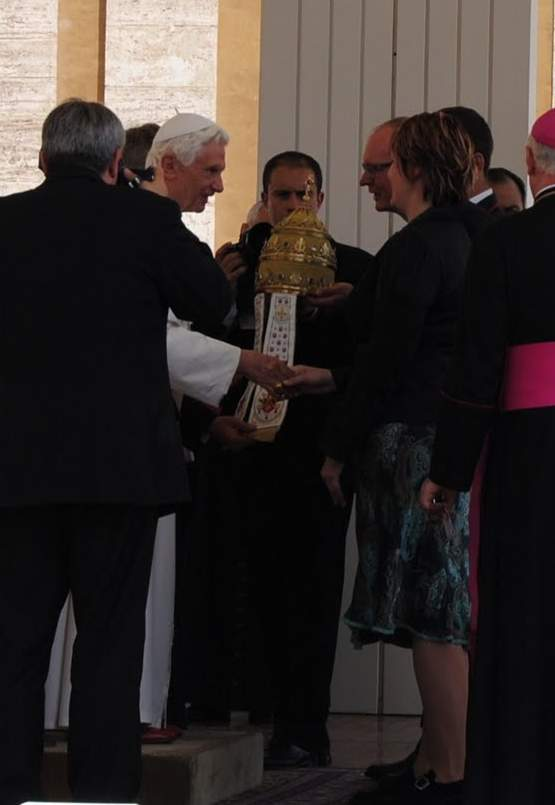
Presentation of the tiara to H. H. Pope Benedict XVI on ngày 25 tháng 5 năm 2011

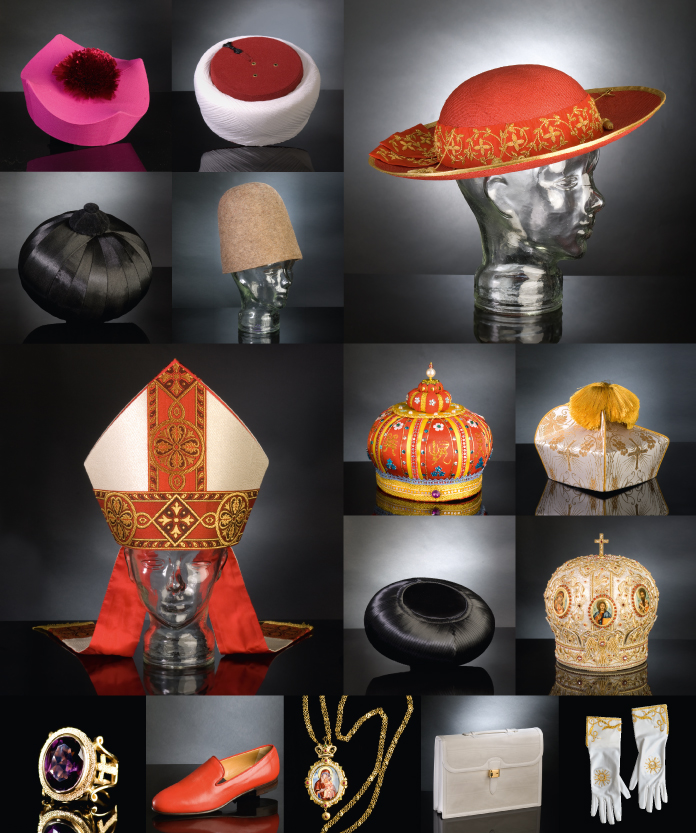
Selected items from the Philippi Collection

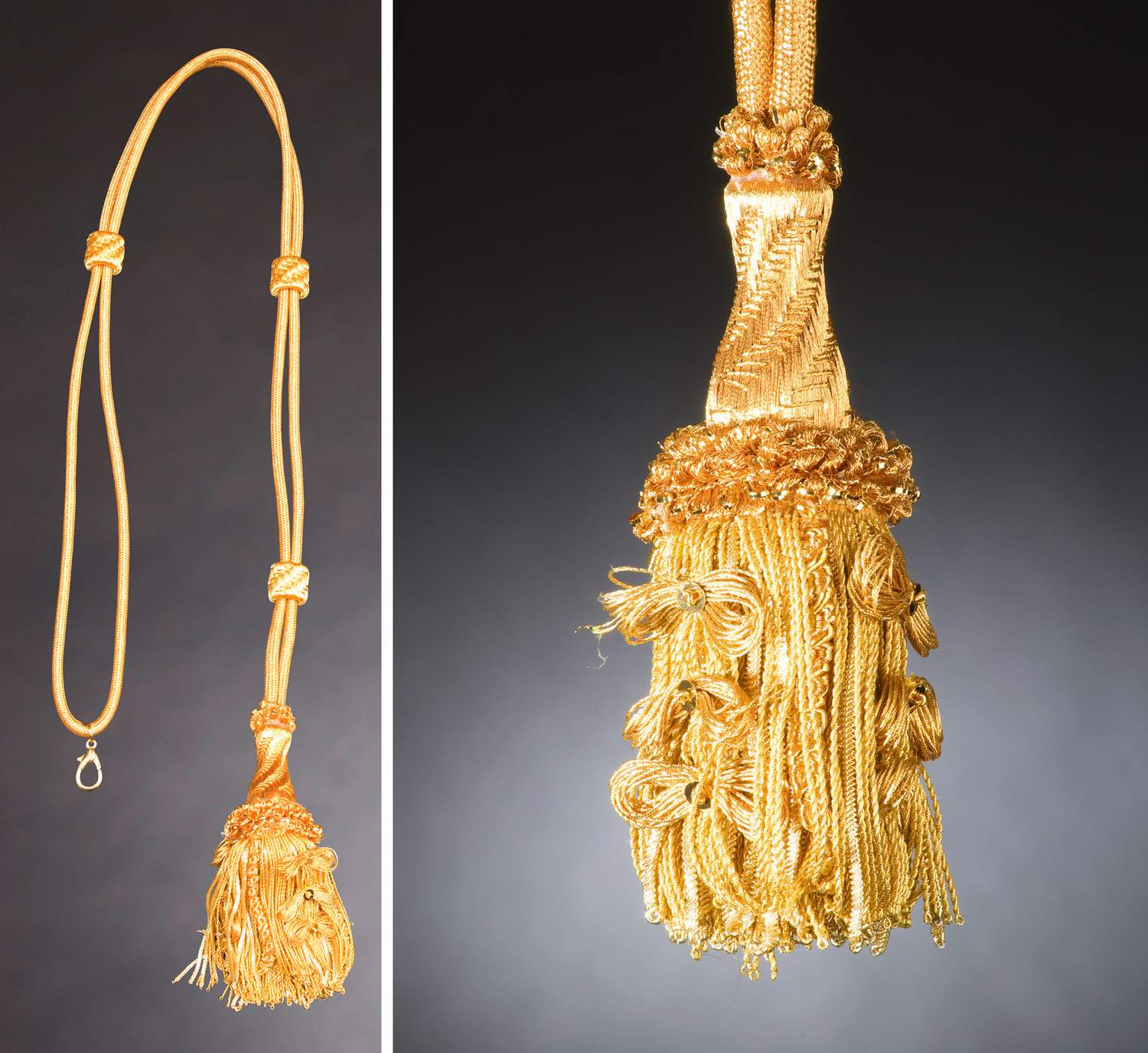
Golden pectoral cross-cord - worn by the Pope

Bộ sưu tập Philippi là bộ sưu tập khăn trùm đầu của các tín ngưỡng, tôn giáo khác nhau. Bộ sưu tập minh họa lịch sử, nguồn gốc và sự đa dạng của các loại khăn trùm đầu.
Bộ sưu tập Philippi là bộ sưu tập cá nhân bởi thương gia Dieter Philippi, CEO của nhà phân phối viễn thông Đức, có trụ sở tại Kirkel.